# Chiton hululensis
Chiton hululensis är en blötdjursart som först beskrevs av E.A. Smith 1903.  Chiton hululensis ingår i släktet Chiton och familjen Chitonidae. Inga underarter finns listade i Catalogue of Life.